# Nowoje Adielakowo
Nowoje Adielakowo (ros. Новое Аделяково) – wieś (sieło) w Rosji, w obwodzie samarskim, w rejonie czełno-wierszyńskim. W 2010 liczyła 800 mieszkańców.